# 共轭二烯烃

丁二烯，最简单的共轭二烯烃

共轭二烯烃是二烯烃的一类，分子中含有两个相隔一个单键的双键（一般为碳碳双键）。最简单的共轭二烯烃是1,3-丁二烯。共轭二烯烃相对于累积二烯烃来说，更加稳定。